# Districte de Châlons-en-Champagne
El districte de Châlons-en-Champagne és un dels cinc districtes amb què es divideix el departament francès del Marne, a la regió del Gran Est. Té 8 cantons i 100 municipis i el cap del districte és la prefectura de Châlons-en-Champagne.

## Cantons
- cantó de Châlons-en-Champagne-1
- cantó de Châlons-en-Champagne-2
- cantó de Châlons-en-Champagne-3
- cantó de Châlons-en-Champagne-4
- cantó d'Écury-sur-Coole
- cantó de Marson
- cantó de Suippes
- cantó de Vertus